# 赤裸的 赤裸的 赤裸的吻 / 想要做這做那!
《赤裸的 赤裸的 赤裸的吻 / 想要做這做那!》（裸の裸の裸のKISS／アレコレしたい!）是日本女子偶像組合Juice=Juice的第3张单曲，於2014年3月19日由hachama發售。

## 概要
- 《赤裸的 赤裸的 赤裸的吻 / 想要做這做那!》是Juice=Juice是第二張2A單曲。
- 此單曲有5個版本，分別有初回生產限定盤A、B、C和通常盤A、B。「初回生產限定盤A」收錄了《赤裸的 赤裸的 赤裸的吻》的PV；「初回生產限定盤B」收錄了《想要做這做那!》的PV；「初回生產限定盤C」收錄了《赤裸的 赤裸的 赤裸的吻》和《想要做這做那!》的PV和Making。
- 3月31日於Oricon公信榜單曲週榜取得第3名。

## 收錄内容

### CD
1. 赤裸的 赤裸的 赤裸的吻
（作詞、作曲：淳君 編曲：平田祥一郎）
2. 想要做這做那!
（作詞、作曲：淳君 編曲：近藤圭一）
3. 赤裸的 赤裸的 赤裸的吻（Instrumental）
4. 想要做這做那!（Instrumental）

### DVD

#### 初回生產限定盤A
1. 赤裸的 赤裸的 赤裸的吻（PV）
2. 赤裸的 赤裸的 赤裸的吻（Dance Shot Ver.）

#### 初回生產限定盤B
1. 想要做這做那!（PV）
2. 想要做這做那!（Dance Shot Ver.）

#### 初回生產限定盤C
1. 赤裸的 赤裸的 赤裸的吻（Close-up Ver.）
2. 想要做這做那!（Close-up Ver.）
3. Making of

## 外部連結
- Juice=Juice官方網站（日語）
- 《赤裸的 赤裸的 赤裸的吻》MV （页面存档备份，存于）
- 《想要做這做那!》MV （页面存档备份，存于）